# Токарев, Олег Леонидович
Олег Леонидович Токарев (рум. Oleg Tokarev; 3 февраля 1969, Волгоград, СССР) — советский и молдавский борец греко-римского стиля, обладатель Кубок мира в команде, призёр чемпионата Европы. Мастер спорта СССР международного класса (1989).

## Спортивная карьера
Является воспитанник нефтекамской ДЮСШ, где тренировался у Р. Г. Нуртдинова, далее выступал в Уфе в СДЮСШОР у В. И. Севрюкова. В 1984 году в Ульяновске стал победителем международных соревнований «Дружба» среди юношей В августе 1989 в Будапеште стал бронзовым призёром чемпионата мира среди молодёжи. В июне 1991 года в Запорожье на чемпионате СССР стал бронзовым призёром, параллельно на Спартакиаде народов СССР 1991 в финале уступил Исламу Дугучиеву, став серебряным призёром. В ноябре 1991 года в греческих Салониках стал обладателем Кубка мира в команде, а в личном зачёте стал бронзовым. В январе 1992 года стал бронзовым призёром чемпионата СНГ. В январе 1993 года в финале чемпионата Европы уступил россиянину Исламу Дугучиеву. Победитель международных соревнований в Финляндии (1989), Греции (1989 — 91), Швеции (1989, 1991), Швейцарии (1990), Израиле и Венгрии (1990—1991), Турции (1991). Член сборной команды СССР с 1989 по 1991.

## Спортивные результаты
- Чемпионат мира по борьбе среди молодёжи 1989 — ;
- Чемпионат СССР по классической борьбе 1991 — ;
- Спартакиада народов СССР 1991 — ;
- Кубок мира по борьбе 1991 — ;
- Кубок мира по борьбе 1991 (команда) —
- Чемпионат СНГ по греко-римской борьбе 1992 — ;
- Чемпионат Европы по борьбе 1993 — ;